# Psi Ursae Majoris
Psi Ursae Majoris (ψ Ursae Majoris, förkortat Psi UMa, ψ UMa) som är stjärnans Bayerbeteckning, är en stjärna belägen i den mellersta delen av stjärnbilden Stora Björnen. Den har en skenbar magnitud på 3,01 och är klart synlig för blotta ögat. Baserat på parallaxmätning inom Hipparcosuppdraget på ca 22,6 mas, beräknas den befinna sig på ett avstånd av ca 145 ljusår (ca 44 parsek) från solen. Den är tillräckligt nära för att stjärnans magnitud bara minskas med 0,05 enheter på grund av avmattning.

## Egenskaper
Psi Ursae Majoris är en orange till röd jättestjärna av spektralklass K1 III, som anger att detta är en utvecklad jättestjärna som har förbrukat förrådet av väte i sin kärna. Den har expanderat till en radie som är ca 20 gånger så stor som solens och utsänder från dess fotosfär ca 148 gånger mera energi än solen vid en effektiv temperatur på ca 4 520 K. 
Psi Ursae Majoris ingår i Vintergatans tunna skiva. Den följer en bana med en låg excentricitet på 0,02, som ligger mellan 26 500 till 27 800 ljusår från galaxens centrum. Den låga lutningen hos omloppsbanan betyder att stjärnan kommer att avvika med endast ca 130 ljusår från det galaktiska planet.